# Viamala-Brücke
La Viamala-Brücke (letteralmente: "ponte della Viamala") è un viadotto autostradale svizzero, sito lungo l'autostrada A13 (strada europea E43) nel territorio comunale di Zillis-Reischen.
Esso valica la Viamala, una profonda gola percorsa dal fiume Reno Posteriore.

## Storia
Il ponte venne costruito nel 1965 su progetto di Christian Menn, nell'ambito della costruzione della nuova strada nazionale 13 (l'odierna A13).

## Caratteristiche
Si tratta di un ponte ad arco, in calcestruzzo armato, con una luce di 96 m; verso nord il ponte prosegue con alcune campate di accesso, che varcano la strada cantonale 13 e che portano la lunghezza complessiva dell'opera a 180 m.
La soluzione ad arco fu prescelta a causa della profondità della gola (circa 75 m) e della ripidità delle pareti laterali. Un ulteriore problema statico fu dato dal tracciato della carreggiata, che descrive una doppia curva in forma di "S".

### Fonti
- (DE) Christian Menn, Viamala-Brücke der N 13, in Werk, anno 56, n. 9, 1969,  pp. 616-617, ISSN 0043-2768 (WC · ACNP).

### Testi di approfondimento
- (DE, EN) Caspar Schärer e Christian Menn (a cura di), Brücken / Bridges, Zurigo, Scheidegger & Spiess, 2015,  pp. 118-127, ISBN 978-3-85881-455-5.